# Habenaria yomensis
Habenaria yomensis là một loài thực vật có hoa trong họ Lan. Loài này được Gage mô tả khoa học đầu tiên năm 1904.